# Jack Lemmon
John Uhler Lemmon III (estado de Massachusetts, 8 de febrero de 1925-Los Ángeles, 27 de junio de 2001), más conocido como Jack Lemmon, fue un actor estadounidense. Resaltó sobre todo por sus películas con Billy Wilder.
Es considerado como uno de los actores más respetados y aclamados de su generación, así como uno de los actores más populares del cine clásico de Hollywood. Su carrera actoral le llevó a personificar papeles de diferentes géneros, especialmente el drama y la comedia.
En los años 1950 empezó interpretando a personajes secundarios en películas como el musical cómico-dramático Marino al agua (1953), La rubia fenómeno (1954), Pfhht! (1954), Mi hermana Elena (1955), Fuego escondido (1957) o Cowboy (1958). Por su trabajo en Escala en Hawaii (1955) ganó su primer premio Óscar, en este caso al mejor actor secundario.
En los años 1960 fue su momento de gran popularidad y reconocimiento por parte de la crítica con películas como Con faldas y a lo loco (1959), El apartamento (1960), Días de vino y rosas (1962), dirigida por Blake Edwards, Irma la dulce o En bandeja de plata (1966).
En los años 1970 y 1980, por su actuación en Salvad al tigre (1973) ganó su único premio Óscar como mejor actor principal al que le siguieron otros títulos destacados como El síndrome de China (1979), Primera plana (1974), Aquí un amigo (1981) o Desaparecido (1982).

## Biografía

### Primeros años
Lemmon nació el 8 de febrero de 1925, en un ascensor del Newton-Wellesley Hospital de Newton (Massachusetts). Fue el único hijo de Mildred Burgess (nombre de soltera, 1896–1967) y John Uhler Lemmon II (1893–1962), que llegó a ser Vicepresidente de ventas de la Doughnut Corporation of America. John Uhler Lemmon II era de origen irlandés y católico. Sus padres se seprararon de manera permanente cuando Lemmon cumplió los 18, aunque nunca se divorciaron. Fue al John Ward Elementary School en Newton y en el Rivers School en Weston (Massachusetts). Lemmon se sometió a tres operaciones importantes en los oídos antes de cumplir 10 años. De hecho, estuvo ingresado dos años en el hospital cuando tenía 12 años.
En el discurso de aceptación de uno de sus premios a la trayectoria, afirmó que sabía que quería ser actor desde los ocho años. Comenzó a actuar en producciones teatrales del colegio. Lemmon hizo la enseñanza primaria en la Rivers Country Day School, la secundaria en Phillips Andover Academy, donde destacó por ser un buen deportista y Harvard College. En Harvard, fue presidente del Hasty Pudding Club y vicepresidente del Delphic Clubs. Sin embargo, excepto en teatro y música, no fue un estudiante excepcional.
Al tener prohibido actuar en el escenario debido a su período de prueba académica, Lemmon rompió las reglas de Harvard para aparecer en papeles usando seudónimos como Timothy Orange.
En la Segunda Guerra Mundial, Lemmon fue enviado a la Armada, sirviendo por un breve espacio de tiempo como alférez en el portaaviones USS Lake Champlain antes de volver a Harvard. Después de graduarse con una licenciatura en Ciencias del Servicio de Guerra en 1947, estudió interpretación bajo la dirección Uta Hagen en el HB Studio en Nueva York. También se dedicó al piano, instrumento del que se enamoró a los 14 años y que había aprendido a tocar de oído. Durante un año en Nueva York, trabajó como camarero y maestro de ceremonios en el Old Knick bar de la Segunda Avenida. Allí también tocaba el piano.

### 1949-1958: Inicio de carrera y rápido ascenso
Lemmon se convirtió en actor profesional, trabajando tanto en radio como en Broadway. Su debut en el cine fue una pequeña aparición de yesero en el film The Lady Takes a Sailor (1949), pero también apareció en multitud de programas de televisión, que se tiene constancia de al menos 400 apariciones entre 1948 y 1953.
Lemmon creía que su carrera teatral comenzaba a despegar cuando pudo conseguir un papel en la comedia de Broadway Room Service de 1953, pero la producción se canceló a las dos semanas. A pesar de este revés, fue descubierto por el cazatalentos Max Arnow, que estaba trabajando para Columbia, así que Lemmon se centró en el mundo del cine. El jefe de Columbia, Harry Cohn, quería cambiarle el nombre de Lemmon pero el actor se negó en rotundo.

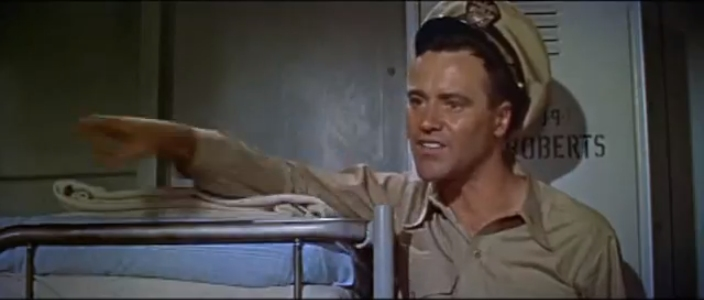
Fotograma de Lemmon en Escala en Hawaii (1955)

Su primer papel protagonista en la gran pantalla fue en la comedia La rubia fenómeno (It Should Happen to You) (1954), donde comparte cartel con Judy Holliday. Bosley Crowther en su crítica para The New York Times describe la actuación de Lemmon como "una personalidad cálida y atractiva. Deberíamos ver más de él." Holiday y él volvieron a unirse para Phffft (1954). "Si no hubiera sido por Judy, no estoy seguro de que me hubiera concentrado en los rodajes", dijo Lemmon a The Washington Post en 1986, afirmando que al principio de su carrera tenía una actitud esnob hacia las películas respecto al teatro. Se las arregló para negociar un contrato con Columbia que le permitía margen para dedicarse a otros proyectos, algunos de cuyos términos, según dijo, "nadie había conseguido antes". Firmó un contrato de siete años, aunque terminó quedándose en Columbia durante 10 años. Una de sus primera apariciones legendarias llegaría en 1955. Lemmon encarnaría el papel de Alférez Pulver en Escala en Hawaii (Mister Roberts) (1955), con James Cagney, Henry Fonda y William Powell para la Warner Bros., papel con el que gana su primer premio Óscar, en este caso al mejor actor secundario. El director de la película John Ford escogió a Lemmon después de ver su prueba de cámara para Columbia, que había sido dirigido por Richard Quine. En una reunión improvisada en el estudio, Ford convenció al actor para que apareciera en la película, aunque Lemmon no se dio cuenta de que estaba conversando con el mismo Ford en persona.
En Operación gran baile (Operation Mad Ball) (1957) ambientada en una base del ejército estadounidense en Francia después de la Segunda Guerra Mundial.. Entre él y su compañero en el reparto Ernie Kovacs fue el inicio de una gran amistad, hecho que les hizo aparecer en las siguientes películas Me enamoré de una bruja (Bell, Book and Candle) (1958) y La indómita y el millonario (It Happened to Jane) (1959), todas tres bajo la dirección de Richard Quine. Lemmon trabajaría en seis ocasiones bajos las órdenes de Quine.

### 1959-1965: Consolidación como auténtica estrella

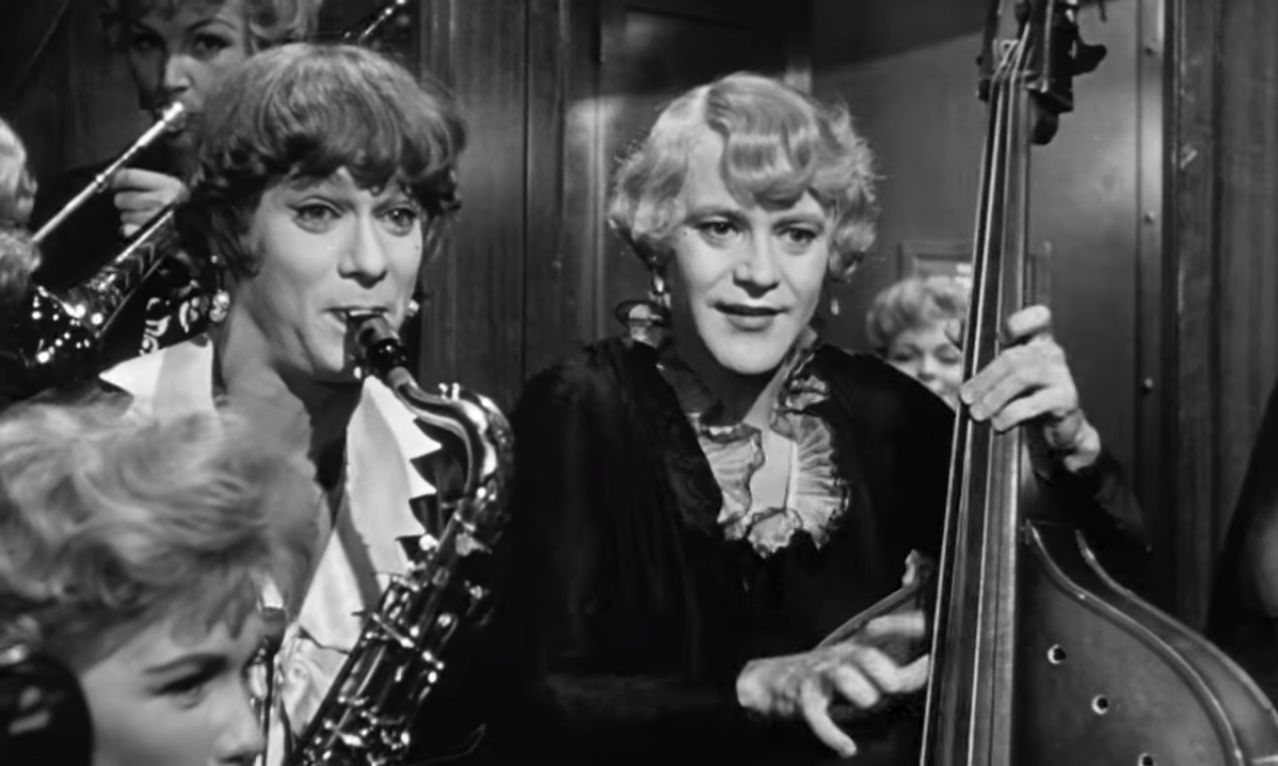
Tony Curtis y Lemmon en Con faldas y a lo loco (1959)

Pero, fue con Con faldas y a lo loco (Some Like It Hot) (1959) cuando empezó su éxito y también su primera película con el que sería su director fetiche: Billy Wilder. Esta sería la primera de las siete películas con las que trabajaría con Wilder. En ella se travestía de cantante junto con Tony Curtis para esconderse de unos mafiosos que querían asesinarles. Ya en sus nuevas identidades conocen a una ingenua cantante, interpretada por Marilyn Monroe, y el personaje de Curtis se enamora de ella. Su papel le exigía desempeñar el 80% del papel vestido como mujer. Las personas que conocieron a su madre, Millie Lemmon, dijeron que había imitado su personalidad e incluso su peinado. La crítica Pauline Kael dijo que era "endiabladamente divertido" en el papel.

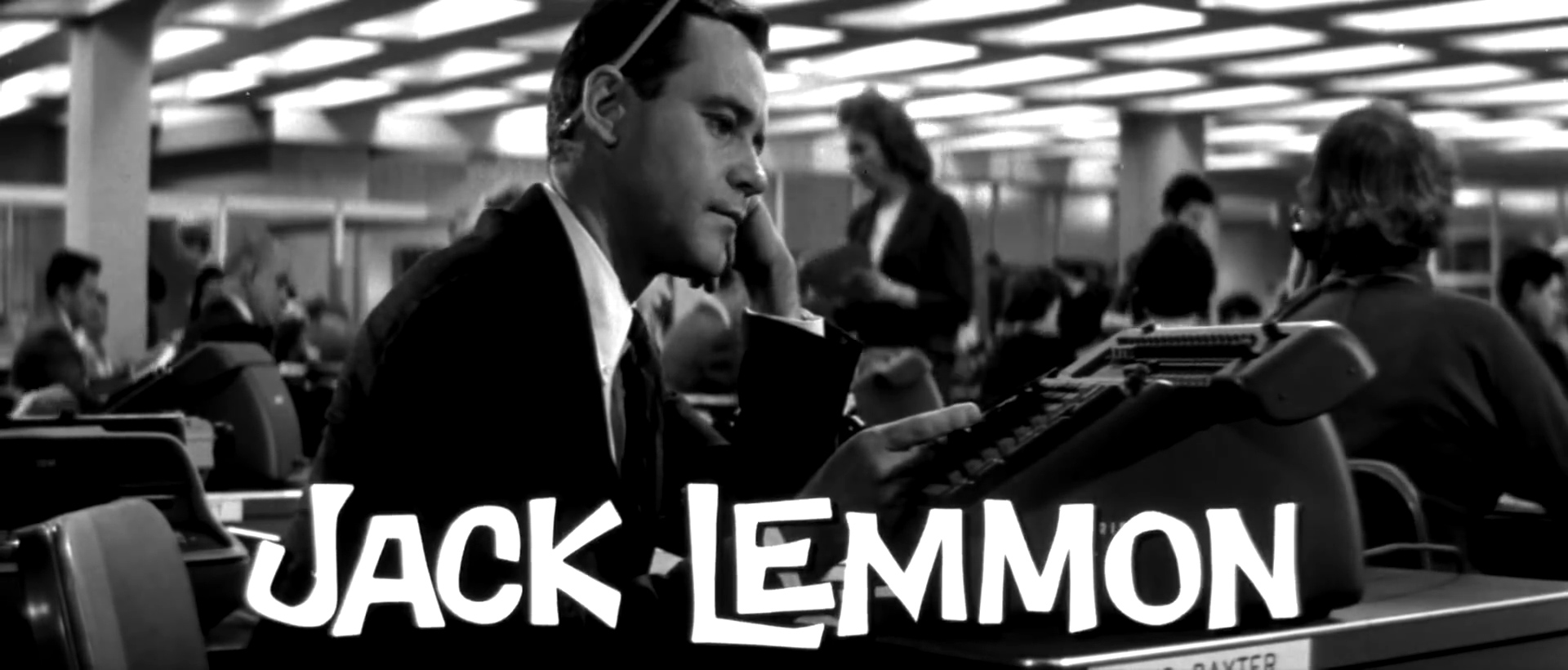
Jack Lemmon en El apartamento (1960).

Supuso su gran momento, en cuanto a popularidad y a reconocimiento por parte de la crítica. El apartamento (1960), junto a Shirley MacLaine y Fred MacMurray, puso de relieve la maestría de este actor para dominar los detalles de un personaje tan sencillo, pero rico en matices. La crítica la recibió de manera tibia la principio, aunque ahora nadie duda de la obra maestra que es. En todo caso, recibió 11 nominaciones para los Óscar, ganando cinco de ellos. Lemmon recibió dos nominaciones por sus actuaciones en Some Like it Hot y The Apartment aunque no ganó en ninguna de las dos ocasiones.
Su siguiente película importante fue su debut con Blake Edwards como director. Se trata de Días de vino y rosas (1962), un melodrama sobre el alcoholismo que protagoniza junto a Lee Remick y Charles Bickford. Él interpreta a Joe Clay, un empresario que cae en el alcohol. El papel, por el que fue nominado al Óscar al mejor actor, siempre fue uno de sus interpretaciones favoritas por Lemmon ya que se le había encasillado en su rol cómico. "La gente del cine te pone una etiqueta pegada al dedo gordo del pie - 'comedia ligera' - y esa es la única manera en que piensan de ti", comentó en una entrevista en 1984. "Sabía muy bien que podía interpretar drama. Las cosas cambiaron después de Días de vino y rosas. Esa fue la película más importante que he hecho jamás." Days of Wine and Roses fue el primer film en el que Lemmon también estuvo involucrado como productor mediante su productora Jalem production.
Después interpretó al protagonista de la comedia La misteriosa dama de negro (1962), nuevamente con el director Richard Quine y Kim Novak. En 1963, se vuelve a reunir con MacLaine y Wilder en Irma la dulce (Irma la Douce) (1963). MacLaine, al observar la relación del director con su protagonista masculino, creyó que se trataba de "encaprichamiento profesional". Las reuniones continúan en 1965 cuando vuelve a trabajar bajo las órdenes de Edwards en La carrera del siglo (The Great Race) (1965), donde vuelve a coincidir con Tony Curtis. En ese tiempo, su sueldo era de un millón de dólares, aunque esa película fue un fracaso en taquilla.

### 1966-1968: Comienza la asociación con Matthau

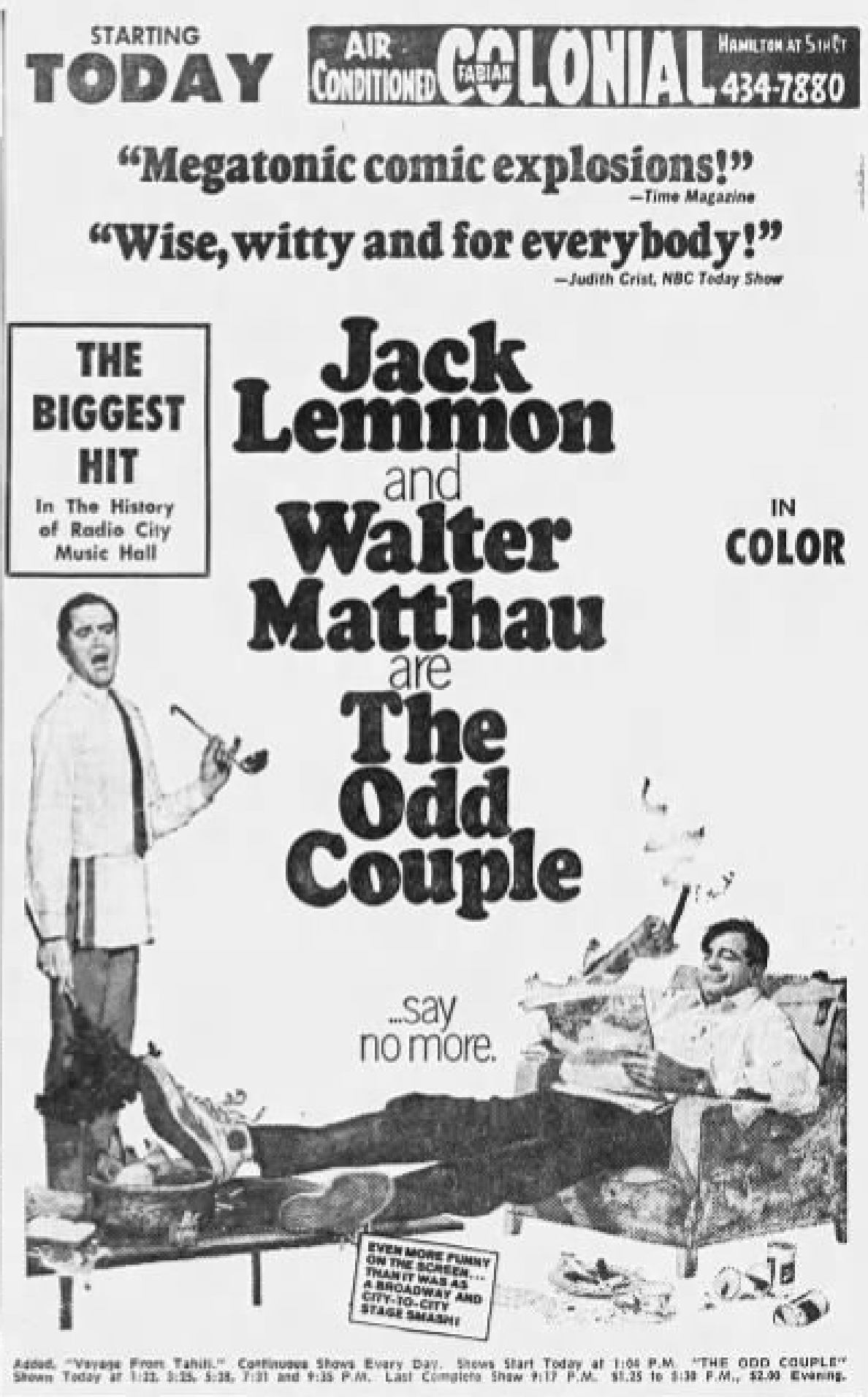
Cartel publicitario de La extraña parejacon Lemmon y Matthau (1968)

Pero, su carrera cambió en 1966; Lemmon y Walter Matthau llevaron al cine En bandeja de plata (1966). La película resultó un éxito rotundo y se convirtieron en una pareja de cine inseparable. La película fue descrita por el crítico británico Philip French como "una película realmente genial". Matthau ganaría el Óscar al mejor actor de reparto por esta película.
En todo caso, entre ellos se fraguó un gran tándem interpretativo y una gran amistad personal que les llevaría a trabajar juntos en once películas, formando una pareja clásica de la comedia estadounidense. Su éxito se debía sobre todo a que los personajes que recreaban en la pantalla les iban como anillo al dedo. Matthau era el liante, el tramposo, el que metía al pobre Lemmon en todo tipo de berenjenales. Jack Lemmon en cambio era el prudente, el pesimista, y poco a poco sus diálogos y discusiones de fueron convirtiendo en legendarios. Aparte de En bandeja de plata, fueron los protagonistas de La extraña pareja (1968), Primera plana (1974), Buddy Buddy (Aquí, un amigo) (1981), Grumpy Old Men (Dos viejos gruñones) (1993), Grumpier Old Men (Discordias a la carta / Dos viejos gruñones 2) (1995), Out to Sea (Por rumbas y a lo loco) (1997) y La extraña pareja, otra vez (1998). Aparte de estas películas como protagonistas, comparten créditos en otras películas más como Kotch (dirigida por Jack Lemmon y protagonizada por Walter Matthau) (1971), JFK (1991) y El arpa de hierba (1995).

### 1969-1982: Proyectos fallidos, madurez interpretativa... y Óscar

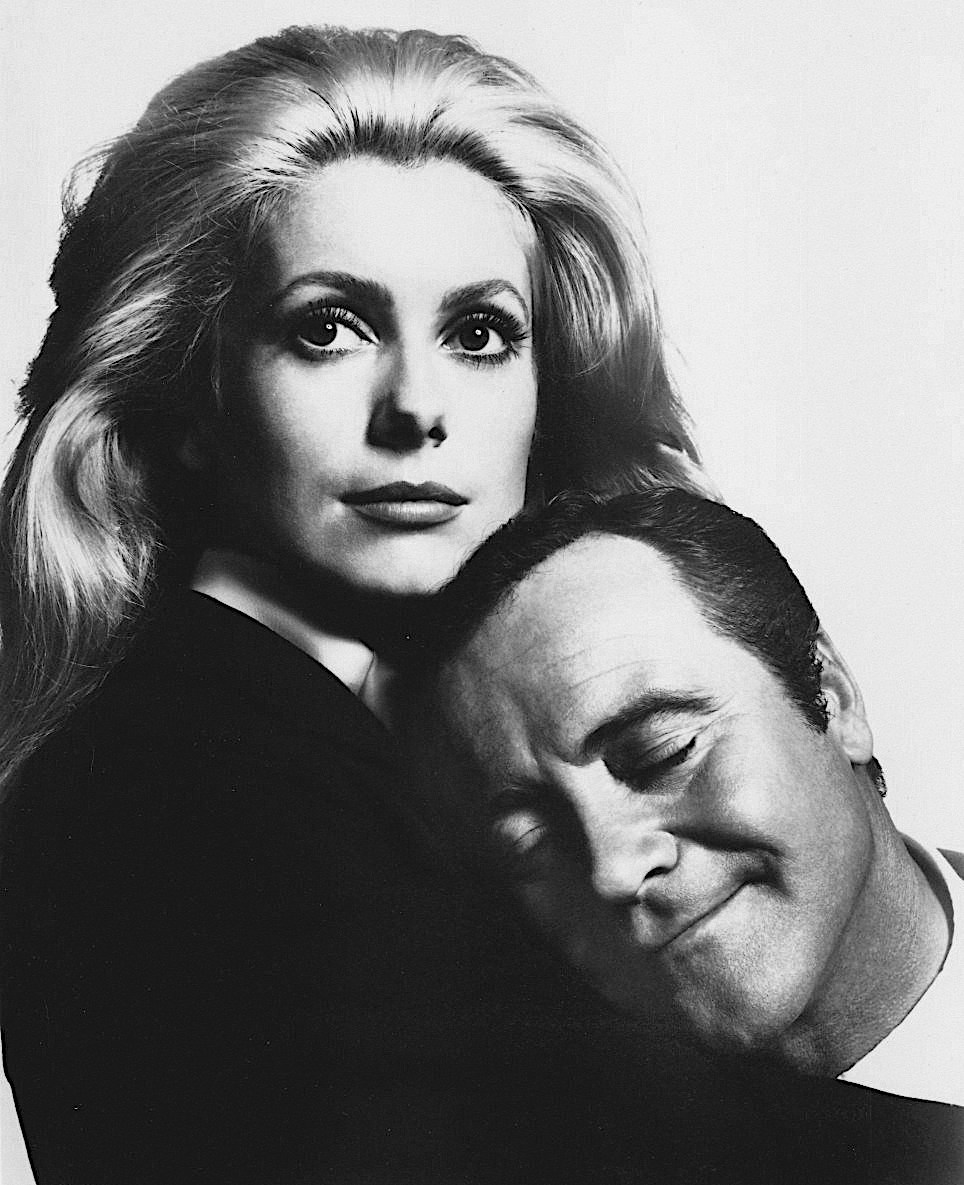
Lemmon y Catherine Deneuve en Los locos de abril (1968)

A finales de los 60 y ya en los 70, Lemmon sigue trabajando aunque ya sus grandes trabajos y éxitos de taquilla ya no son tan asiduos. En 1968, trabaja con Catherine Deneuve bajo la dirección Stuart Rosenberg en la comedia romántica Los locos de abril y en 1970, protagoniza la película Los encantos de la gran ciudad (The Out-of-Towners) nuevamente escrita por el guionista Neil Simon.
En 1971, debuta como director que, a la postre, sería su única experiencia detrás de la cámara. Sería la comedia Señor Kotcher (Kotch) (1971), protagonizada por su amigo Matthau. La película fue muy bien acogida por la crítica y Matthau fue nominado al Óscar al mejor actor.

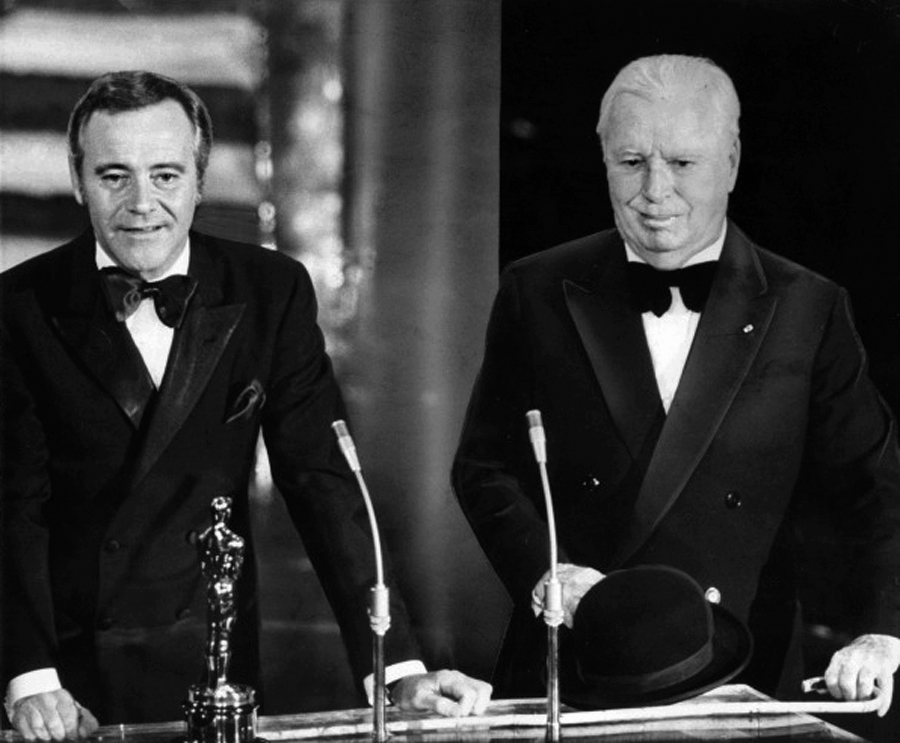
Charlie Chaplin (derecha) recibiendo el Óscar Honorífico de Lemmon en 1972

En 1972, Lemmon tuvo el honor de presentar el Óscar honorífico a la leyenda del cine mudo Charlie Chaplin. Ese mismo año se vuelve a poner a las órdenes de Billy Wilder para protagonizar junto a Juliet Mills ¿Qué ocurrió entre mi padre y tu madre? (Avanti!) (1972) y dos años después repite con Wilder y Matthau en Primera plana (The Front Page) (1974). El director sentía que Lemmon tenía una tendencia natural a sobreactuar que debía moderarse. De hecho en la biografía de Wilder, Nobody's Perfect, dice: "A Lemmon lo describiría como un jamón, un jamón fino, y al jamón hay que quitarle un poco de grasa". Pero a su vez Wilder también dijo una vez que "La felicidad es trabajar con Jack Lemmon".
Lemmon en Salvad al tigre (Save the Tiger) (1973) interpreta a Harry Stoner, un empresario del sector textil que encuentra a alguien que incendia su almacén para evitar la quiebra. El proyecto fue rechazado por múltiples estudios, a excepción de Paramount que estaba dispuesto a hacer la película si tenía un presupuesto de sólo 1 millón de dólares. Lemmon estaba tan interesado en hacer el papel que trabajó para el sindicato, luego 165 dólares a la semana. El papel era exigente y, al igual que el personaje, Lemmon estuvo a punto de romperse: "Comencé a desmoronarme como lo hizo el personaje" -recordó- "seguí profundizando cada vez más en la desesperación del personaje." Por su actuación ganó su único premio Óscar como mejor actor principal y se convirtió en el primer actor en ganarlo en las categorías de actor principal y actor de reparto, aunque Helen Hayes había logrado esta hazaña tres años antes en las categorías femeninas equivalentes.
En esta época inició su madurez interpretativa como actor, con incursiones en un cine más comprometido y dramático que antaño. Fue nominado al Óscar al Mejor Actor por su papel en El síndrome de China (The China Syndrome) (1979), papel por el que ya fue premiado en el Premio del Festival de Cannes al mejor actor. Volvió al teatro con Tribute, un drama teatral estrenado por primera vez en 1979, donde interpreta a un agente de prensa que tiene cáncer mientras intenta mejorar la relación con su hijo. La producción de Broadway tuvo 212 funciones, pero obtuvo críticas diversas. Sin embargo, Lemmon fue nominado al Premio Tony al mejor actor principal en una obra de teatro. Por el mismo papel en la versión cinematográfica, Lemmon obtuvo una nueva nominación a los Óscar.
Volvió a estar nominado al Oscar por su papel en Desaparecido (Missing) (1982), basado en la historia real del periodista estadounidense Charles Horman, cuyo hijo despareció durante el periodo dictatorial de Augusto Pinochet en Chile. Su última colaboración con Billy Wilder fue Aquí un amigo (Buddy Buddy) (1981). El personaje de Lemmon intenta suicidarse en un hotel mientras un sicario (Matthau) está en la suite de al lado para asesinar a tres testigos claves en el juicio de un caso federal.

### 1983-2001: Últimos papeles

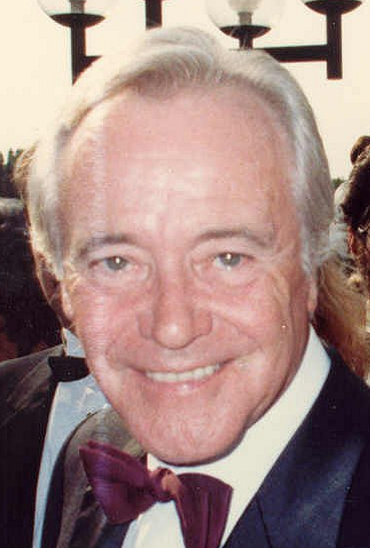
Lemmon en los Premios Emmy de 1988

En la década de los 80, Lemmon comentó que su carrera se vio afectada por malas elecciones como Algo en que creer (Mass Appeal) (1984), en la que hace de sacerdote católico o Macaroni (1985), que narra la historia de dos compañeros de armas junto a Marcello Mastroianni. Un fracaso en taquilla, por ejemplo, fue su última colaboración con Blake Edwards, otro de sus amigos, en Así es la vida (That's Life!) (1986). El actor aparece en la parte autobiográfica del director con la por aquel entonces mujer de Edwards, Julie Andrews. La esposa de Lemmon Felicia Farr también participó en la película en el papel de seductora.
Lemmon fue nominado al Premio Tony por su segunda y última intervención en el clásico de Eugene O'Neill Long Day's Journey into Night en 1986; así com también intervino en la producción televisiva de este mismo título dirigida por Jonathan Miller. Se realizó en 1987, donde primero se hizo la función teatral y acto seguido se grabó la obra. Lemmon volvió a Londres en 1989 con la obra antibélica Veterans' Day, con Michael Gambon, pero tuvo malas críticas y escaso éxito en taquilla por lo que se cerró a las pocas funciones. Lemmon también trabajó con Kevin Spacey en el telefilm las películas El asesinato de Mary Phagan (The Murder of Mary Phagan) (1987) y Mi padre (Dad) (1989). Lemmon recibió el Premio a AFI a toda una trayectoria en 1988.

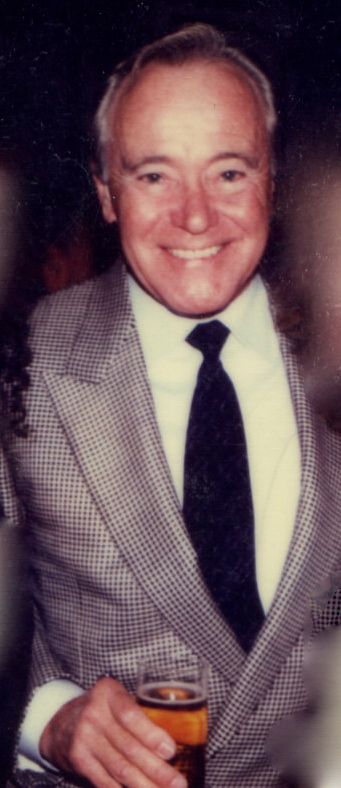
Lemmon en los Premios Producers Guild of America Golden Laurel de 1993

En su última etapa redujo su actividad, aunque participó en filmes de prestigio, como JFK (1991) de Oliver Stone, en la que vuelve a compartir reparto con Matthau aunque no aparecieran juntos en ningún momento. También participó en otros éxitos del momento como Glengarry Glen Ross de James Foley, Short Cuts (1993) de Robert Altman y Hamlet de Kenneth Branagh.
En 1996 le fue otorgado el Oso de oro en el Festival Internacional de Cine de Berlín, en agradecimiento a toda su carrera y también fue nominado al Premio Grammy al mejor álbum hablado por su narración en "Harry S Truman: A Journey To Independence". Por ese tiempo, Lemmon acompañó a James Garner en la comedia Mis queridos compatriotas (My Fellow Americans) (1996) en la que encarnan a dos expresidentes. En la versión de 1997 de Doce hombre sin piedad dirigida por William Friedkin, Lemmon fue nominado a mejor actor para telefilm en los Globos de Oro.
En 1998, durante la ceremonia de los Globo de Oro, el actor Ving Rhames resultó vencedor frente a su gran ídolo, Jack Lemmon, y decidió entregarle su premio como reconocimiento a su gran carrera. Acto seguido, todos los asistentes a la gala se pusieron en pie para aplaudir tan noble gesto. Lemmon dijo "este es uno de los momentos más bonitos que he vivido en mi vida."
Sus últimos papeles fueron de estrella invitada en The Simpsons en el episodio "The Twisted World of Marge Simpson" (1997), en la que pone voz a un propietario de local de pretzels. En 1999, encarnó el personaje de Morrie Schwartz en el telefilm Tuesdays with Morrie (1999), donde Lemmon ganó el Premio Emmy al mejor actor en miniserie. Su último trabajo (aunque sin acreditar) es el de voz de narrador en el film de Robert Redford La leyenda de Bagger Vance (The Legend of Bagger Vance).

## Muerte

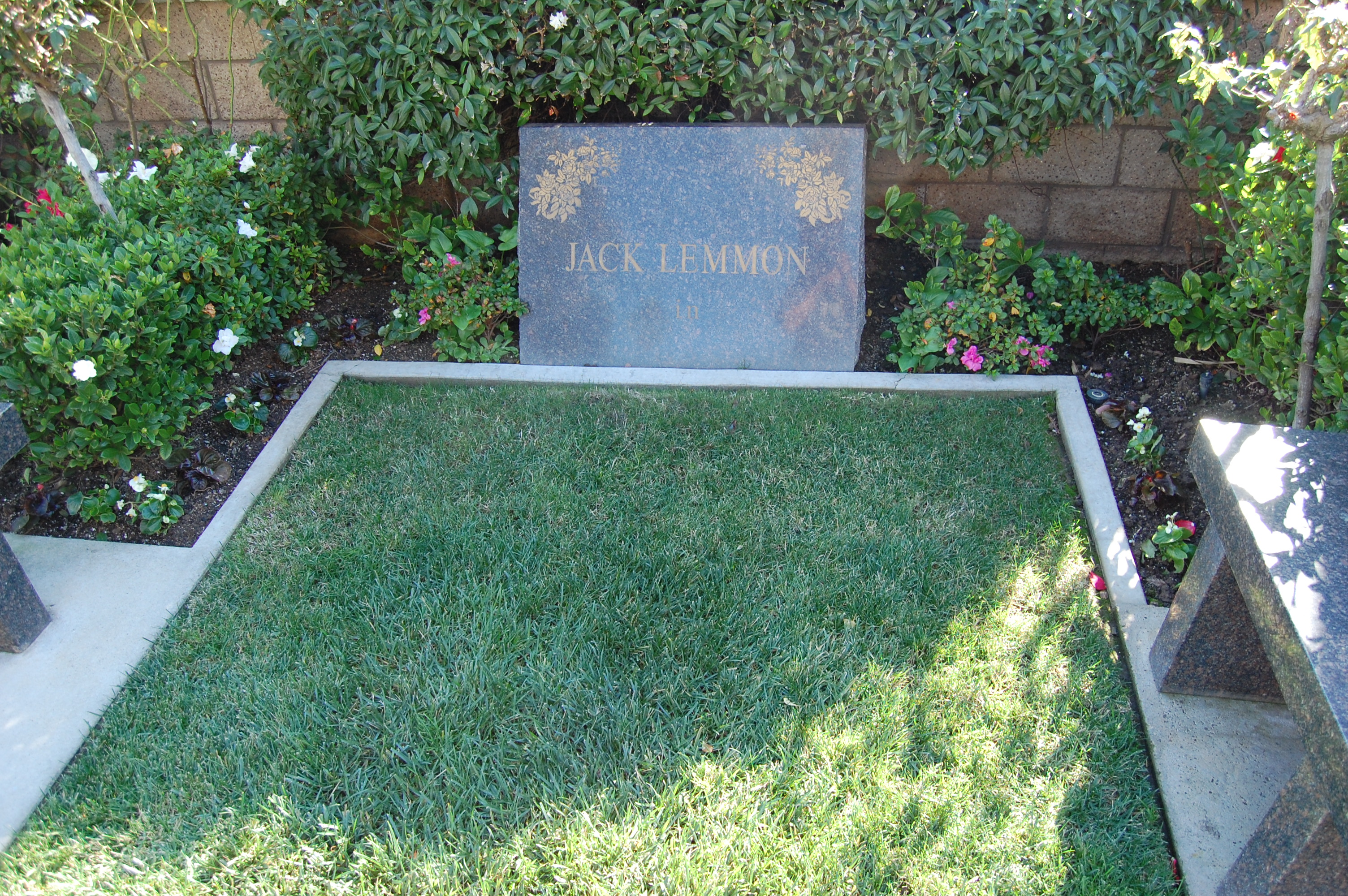
Tumba de Jack Lemmon

Murió el 27 de junio de 2001, en Los Ángeles, tras haber luchado en privado durante dos años con un cáncer de vejiga metastásico (que algunas fuentes citan erróneamente como colorrectal, aunque efectivamente se extendió a este órgano). Está inhumado en el Westwood Village Memorial Park en Westwood, muy cerca de las tumbas de sus amigos Walter Matthau (que murió un año casi exacto antes) y Billy Wilder. Su epitafio simplemente reza, como si de los créditos de una película se tratase:
«JACK LEMMON in» (En español, «JACK LEMMON en»)
Al sepelio privado fueron invitados personajes como Billy Wilder, Shirley MacLaine, Kevin Spacey, Gregory Peck, Sidney Poitier, Kirk Douglas, Michael Douglas, Catherine Zeta-Jones, la viuda de Frank Sinatra, Barbara y el hijo de Walter Matthau, Charlie.

## Vida privada

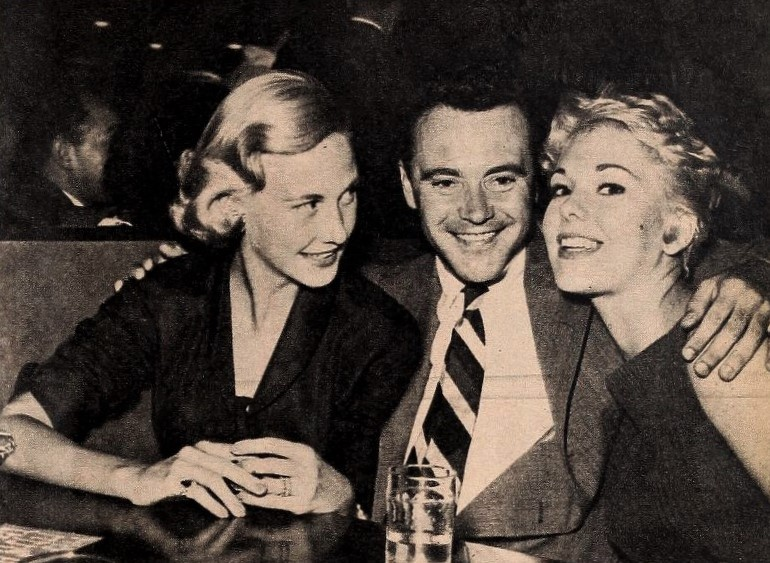
Lemmon junto a su primera esposa Cynthia (izquierda) y Kim Novak (derecha) en 1955

Lemmon se casó en dos ocasiones. Su primera esposa fue la actriz Cynthia Stone, con el que tuvo un hijo, Chris Lemmon (1954). Posteriormente, Lemmon se casó con la actriz Felicia Farr el 17 de agosto de 1962, mientras estaba rodando Irma La Douce en París. La pareja tuvo una hija, Courtney, nacida en 1966. Al mismo tiempo, Lemmon se convirtió en el padrastro de Denise, hija del primer matrimonio de Felicia con Lee Farr.
Lemmon era amigo íntimo de Matthau, Wilder, Tony Curtis y Kevin Spacey. Su publicista Geraldine McInerney dijo: "Recuerdo que una vez Jack me dijo que vivió aterrorizado toda su vida pensando que nunca conseguiría otro trabajo. Era uno de los actores más establecidos de Estados Unidos y, sin embargo, no tenía ninguna confianza. Era como si cada trabajo fuera a ser el último". A mitad de los 70, Lemmon tuvo problemas con el alcohol, lo que le llevó a ser arrestado por conducir bajo sus efectos en 1976. Finalmente, abandonó el alcohol a principios de los 80. En una episodio de 1998 del programa de televisión Inside the Actors Studio, reconoció haber sido un alcohólico.

## Filmografía
Como actor
| Año  | Título en español                       | Título original               | Personaje                                  | Director                               |
| ---- | --------------------------------------- | ----------------------------- | ------------------------------------------ | -------------------------------------- |
| 1949 | The Lady Takes a Sailor                 | The Lady Takes a Sailor       | Yesero                                     | Michael Curtiz                         |
| 1954 | La rubia fenómeno                       | It Should Happen to You       | Pete Sheppard                              | George Cukor                           |
| 1954 | Phffft                                  | Phffft                        | Robert Tracey                              | Mark Robson                            |
| 1955 | Three for the Show                      | Three for the Show            | Martin 'Marty' Stewart                     | H.C. Potter                            |
| 1955 | Escala en Hawaii                        | Mister Roberts                | Alférez Pulver                             | John Ford, Mervyn LeRoy y Joshua Logan |
| 1955 | Mi hermana Elena                        | My Sister Eileen              | Robert 'Bob' Baker                         | Richard Quine                          |
| 1956 | You Can't Run Away from It              | You Can't Run Away from It    | Peter Warne                                | Dick Powell                            |
| 1957 | Operación gran baile                    | Operation Mad Ball            | Soldado Hogan                              | Richard Quine                          |
| 1957 | Fuego escondido                         | Fire Down Below               | Tony                                       | Robert Parrish                         |
| 1958 | Cowboy                                  | Cowboy                        | Frank Harris                               | Delmer Daves                           |
| 1958 | Me enamoré de una bruja                 | Bell, Book and Candle         | Nicky Holroyd                              | Richard Quine                          |
| 1959 | Con faldas y a lo loco                  | Some Like It Hot              | Jerry / Daphne                             | Billy Wilder                           |
| 1959 | La indómita y el millonario             | It Happened to Jane           | George Denham                              | Richard Quine                          |
| 1960 | El apartamento                          | The Apartment                 | C.C. Baxter                                | Billy Wilder                           |
| 1960 | Viaje en globo                          | Le Voyage en ballon           | Narrador                                   | Albert Lamorisse                       |
| 1960 | Pepe                                    | Pepe                          | Cameo                                      | George Sidney                          |
| 1960 | Comando del Pacífico                    | The Wackiest Ship in the Army | Teniente Rip Crandall                      | Richard Murphy                         |
| 1962 | La misteriosa dama de negro             | The Notorious Landlady        | William 'Bill' Gridley                     | Richard Quine                          |
| 1962 | Días de vino y rosas                    | Days of Wine and Roses        | Joe Clay                                   | Blake Edwards                          |
| 1963 | Irma la dulce                           | Irma la Douce                 | Nestor Patou / Lord X                      | Billy Wilder                           |
| 1963 | Adán también tenía su manzana           | Under the Yum Yum Tree        | Hogan                                      | David Swift                            |
| 1964 | Préstame tu marido                      | Good Neighbor Sam             | Sam Bissell                                | David Swift                            |
| 1965 | Cómo matar a la propia esposa           | How to Murder Your Wife       | Stanley Ford                               | Richard Quine                          |
| 1965 | La carrera del siglo                    | The Great Race                | Profesor Fate, Príncipe Frederick Hoepnick | Blake Edwards                          |
| 1966 | En bandeja de plata                     | The Fortune Cookie            | Harry Hinkle                               | Billy Wilder                           |
| 1967 | Luv quiere decir amor                   | Luv                           | Harry Berlin                               | Clive Donner                           |
| 1968 | La extraña pareja                       | The Odd Couple                | Felix Ungar                                | Gene Saks                              |
| 1969 | Los locos de abril                      | The April Fools               | Howard Brubaker                            | Stuart Rosenberg                       |
| 1970 | Los encantos de la gran ciudad          | The Out of Towners            | George Kellerman                           | Arthur Hiller                          |
| 1971 | Señor Kotcher                           | Kotch                         | Señor que duerme en autobús                | Jack Lemmon                            |
| 1972 | Guerra entre hombres y mujeres          | The War Between Men and Women | Peter Wilson                               | Melville Shavelson                     |
| 1972 | ¿Qué ocurrió entre mi padre y tu madre? | Avanti!                       | Wendell Armbruster, Jr.                    | Billy Wilder                           |
| 1973 | Salvad al tigre                         | Save the tiger                | Harry Stoner                               | John G. Avildsen                       |
| 1974 | Primera Plana                           | The Front Page                | Hildy Johnson                              | Billy Wilder                           |
| 1975 | El animador                             | The Entertainer               | Archie Rice                                | Donald Wrye                            |
| 1975 | El prisionero de la Segunda Avenida     | The Prisoner of Second Avenue | Mel Edison                                 | Melvin Frank                           |
| 1976 | Amor bajo fianza                        | Alex & the Gypsy              | Alexander Main                             | John Korty                             |
| 1977 | Aeropuerto 77                           | Airport '77                   | Don Gallagher                              | Jerry Jameson                          |
| 1979 | El síndrome de China                    | The China Syndrome            | Jack Godell                                | James Bridges                          |
| 1980 | Tributo                                 | Tribute                       | Scottie Templeton                          | Bob Clark                              |
| 1981 | Aquí un amigo                           | Buddy Buddy                   | Victor Clooney                             | Billy Wilder                           |
| 1982 | Desaparecido                            | Missing                       | Ed Horman                                  | Costa-Gavras                           |
| 1984 | Algo en que creer                       | Mass Appeal                   | Padre Tim Farley                           | Glenn Jordan                           |
| 1985 | Maccaroni                               | Maccaroni                     | Robert Traven                              | Ettore Scola                           |
| 1986 | Así es la vida                          | That's life!                  | Harvey Fairchild                           | Blake Edwards                          |
| 1989 | Mi padre                                | Dad                           | Jake Tremont                               | Gary David Goldberg                    |
| 1991 | JFK                                     | JFK                           | Jack Martin                                | Oliver Stone                           |
| 1992 | El juego de Hollywood                   | The Player                    | Cameo                                      | Robert Altman                          |
| 1992 | Glengarry Glen Ross                     | Glengarry Glen Ross           | Shelley Levene                             | James Foley                            |
| 1993 | Short Cuts                              | Short Cuts                    | Paul Finnigan                              | Robert Altman                          |
| 1993 | Dos viejos gruñones                     | Grumpy Old Men                | John Gustafson                             | Donald Petrie                          |
| 1995 | El arpa de hierba                       | The Grass Harp                | Dr. Morris Ritz                            | Charles Matthau                        |
| 1995 | Discordias a la carta                   | Grumpier Old Men              | John Gustafson                             | Howard Deutch                          |
| 1996 | Un asesino muy ético                    | Getting Away with Murder      | Max Mueller                                | Harvey Miller                          |
| 1996 | Mis queridos compatriotas               | My Fellow Americans           | Presidente Russell P. Kramer               | Peter Segal                            |
| 1996 | Hamlet                                  | Hamlet                        | Marcelo                                    | Kenneth Branagh                        |
| 1997 | Por rumbas y a lo loco                  | Out to Sea                    | Herb Sullivan                              | Martha Coolidge                        |
| 1998 | La extraña pareja, otra vez             | The Odd Couple II             | Felix Ungar                                | Howard Deutch                          |
| 2000 | La leyenda de Bagger Vance              | The Legend of Bagger Vance    | Narrador                                   | Robert Redford                         |

## Premios y distinciones
Premios Óscar
| Año  | Categoría              | Película               | Resultado |
| ---- | ---------------------- | ---------------------- | --------- |
| 1955 | Mejor Actor de Reparto | Escala en Hawai        | Ganador   |
| 1959 | Mejor Actor            | Con faldas y a lo loco | Nominado  |
| 1960 | Mejor Actor            | El apartamento         | Nominado  |
| 1963 | Mejor Actor            | Días de vino y rosas   | Nominado  |
| 1973 | Mejor Actor            | Salvad al tigre        | Ganador   |
| 1980 | Mejor Actor            | El síndrome de China   | Nominado  |
| 1981 | Mejor Actor            | Tribute                | Nominado  |
| 1983 | Mejor Actor            | Desaparecido           | Nominado  |

Premios BAFTA
| Año  | Categoría   | Película               | Resultado |
| ---- | ----------- | ---------------------- | --------- |
| 1979 | Mejor Actor | El síndrome de China   | Ganador   |
| 1960 | Mejor Actor | El apartamento         | Ganador   |
| 1959 | Mejor Actor | Con faldas y a lo loco | Ganador   |

Festival de Cannes
| Año  | Categoría   | Película             | Resultado |
| ---- | ----------- | -------------------- | --------- |
| 1979 | Mejor actor | El síndrome de China | Ganador   |
| 1982 | Mejor actor | Desaparecido         | Ganador   |

Mostra de Venecia
| Año  | Categoría                 | Película            | Resultado |
| ---- | ------------------------- | ------------------- | --------- |
| 1992 | Copa Volpi al mejor actor | Glengarry Glen Ross | Ganador   |

Festival Internacional de Cine de San Sebastián
| Año  | Categoría                      | Película             | Resultado |
| ---- | ------------------------------ | -------------------- | --------- |
| 1963 | Concha de Plata al mejor actor | Días de vino y rosas | Ganador   |

Festival Internacional de Cine de Berlín
| Año  | Categoría                                        | Película                            | Resultado |
| ---- | ------------------------------------------------ | ----------------------------------- | --------- |
| 1981 | Oso de Plata a la mejor interpretación masculina | Tribute                             | Ganador   |
| 1996 | Oso de Oro - Premio honorífico                   | Premio a la Trayectoria Profesional | Ganador   |